# 完全作戦能力
完全作戦能力（かんぜんさくせんのうりょく、英語: full operational capability, FOC）とは、アメリカ国防総省における装備品等の調達において、その開発が完了した状態を指す用語である。
完全作戦能力とは、一般的に「当該装備品等の配備が計画されているすべての部隊および機関がそれを受領し、それを運用および整備する能力を有していることが認められる状態」と定義される。特定の装備品等に関する完全作戦能力については、当該装備品等の能力開発手順書（Capability Development Document, CDD）および能力要求書（ Capability Production Document, CPD）において定義される。
完全作戦能力が認定されるということは、当該装備品に関する訓練、整備施設の建設、計画されていた製造が完了したことを意味する。ただし、契約外または契約終了後に追加発注が行われる場合もある。